# Lize Broekx
Lize Broekx (Neerpelt, 5 april 1992) is een Belgisch kajakster.

## Levensloop
In 2010 kajakte Lize Broekx zich in een 5de plaats op het EK Junioren in de Junior K1 1000 m en een 6de plaats daar in de olympische discipline Junior K1 500 m.
Broekx haalde een 6de plaats in juni 2015 op de Europese Spelen in Bakoe, Azerbeidzjan op de Senior K1 5000 m en een 13e plaats op de K1 500 m. In september 2015 op het EK Kajak U23 volgde een derde plaats in de A-finale van de K2 500 m vrouwen samen met Hermien Peters. Op het Europees kampioenschap kajak marathon van 2016 te Pontevedra werd Broekx zesde. Eveneens zesde werd ze met Peters op de Europese kampioenschappen van dat jaar te Moskou op de K2 500 meter. Op het WK van 2017 te Račice wonnen ze de B-finale, goed voor een tiende plaats in de eindstand. Op het EK van dat jaar te Plovdiv werd het duo vijfde.
Met Peters behaalde ze op het EK van 2018 brons op de 500 meter (K2). Op de wereldkampioenschappen van 2019 werd het duo vierde in de finale van de K2 500 meter en verzekerden ze hun deelname aan de Olympische Spelen te Tokio. Op de Olympische Spelen van 2020 nam ze zowel deel in de K1 als de K2. In de K2 won het duo Broekx-Peters de B-finale, waardoor ze negende eindigde in het eindklassement. In de K1 500 meter werd ze vijfde in de C-finale, wat resulteerde in een 21e plaats in het eindklassement.
In 2021 behaalde het duo brons op de K2 500 meter op het WK te Kopenhagen en op het EK van 2022 te München behaalden ze zilver op deze afstand. Op de Europese Spelen van 2023 te Krakau werden ze zesde en op het WK van 2023 te Duisburg werden ze vierde op de K2 500 meter, goed voor een Olympisch ticket naar Parijs.
Broekx is woonachtig in Pelt en aangesloten bij de Neerpeltse Watersport Club. Ze heeft een diploma biochemie en -technologie. In 2021 nam ze deel aan De Container Cup. Haar vader (Erik) en ooms Paul en Jos Broekx waren eveneens actief in het kajakken.